# Ерік тен Гаг
Ерік тен Гаг (нід. Erik ten Hag, нар. 2 лютого 1970, Гааксберген, Нідерланди) — нідерландський футболіст, що грав на позиції захисника. По завершенні ігрової кар'єри — тренер.
Володар Кубка Нідерландів.

## Ігрова кар'єра
Вихованець юнацької команди клубу «Твенте». У дорослому футболі дебютував 1989 року виступами за команду цього ж клубу, в якій провів один сезон, взявши участь у 14 матчах чемпіонату.
Згодом з 1990 по 1996 рік грав у складі команд клубів «Де Графсхап», «Твенте», «Валвейк» та «Утрехт».
1996 року повернувся до клубу «Твенте», за який відіграв шість сезонів. Більшість часу, проведеного у складі «Твенте», був основним гравцем захисту команди. За цей час виборов титул володаря Кубка Нідерландів. Завершив кар'єру футболіста виступами за команду «Твенте» у 2002 році.

## Кар'єра тренера
Розпочав тренерську кар'єру, повернувшись до футболу після невеликої перерви, 2006 року, увійшовши до тренерського штабу клубу «Твенте», де пропрацював з 2006 по 2009 рік.
2012 року став головним тренером команди «Гоу Егед Іглз», тренував команду з Девентера один рік.
Згодом протягом 2015—2017 років очолював тренерський штаб клубу «Утрехт».
Протягом тренерської кар'єри також очолював другу команду мюнхенської «Баварії», а також входив до тренерського штабу клубу ПСВ.
З 2018 року очолює тренерський штаб команди «Аякс». У 2020 підопічні Еріка тен Гага перемогли на виїзді «Венло» з сенсаційним результатом 13:0. .
2022 року очолив «Манчестер Юнайтед», ставши третім менеджером протягом календарного року. У жовтні 2024 року звільнений з посади.

## Досягнення

### Гравець
- Володар Кубка Нідерландів (1):

«Твенте»: 2000-01

### Тренер
- Володар Кубка Футбольної ліги (1):

«Манчестер Юнайтед»: 2022-23
- Володар Кубка Англії (1):
- «Манчестер Юнайтед»: 2023-24

- Чемпіон Нідерландів (3):

«Аякс»: 2018-19, 2020-21, 2021-22
- Володар Кубка Нідерландів (2):

«Аякс»: 2018-19, 2020-21
- Володар Суперкубка Нідерландів (1):

«Аякс»: 2019